# روک آل ماره
روک آل ماره (به لاتین: Rocca al Mare, تلفظ استونیایی: [ˈrokˑˈɑlˑˈmɑ:re]) یکی از زیربخش‌های تالین است که در ناحیه هابرستی واقع شده‌است.
این منطقه که فاقد جمعیت می‌باشد بیشتر به دلیل قرارگیری موزه فضای باز استونی و همچنین مرکز خرید روک آل ماره شناخته می‌شود.

## نگارخانه

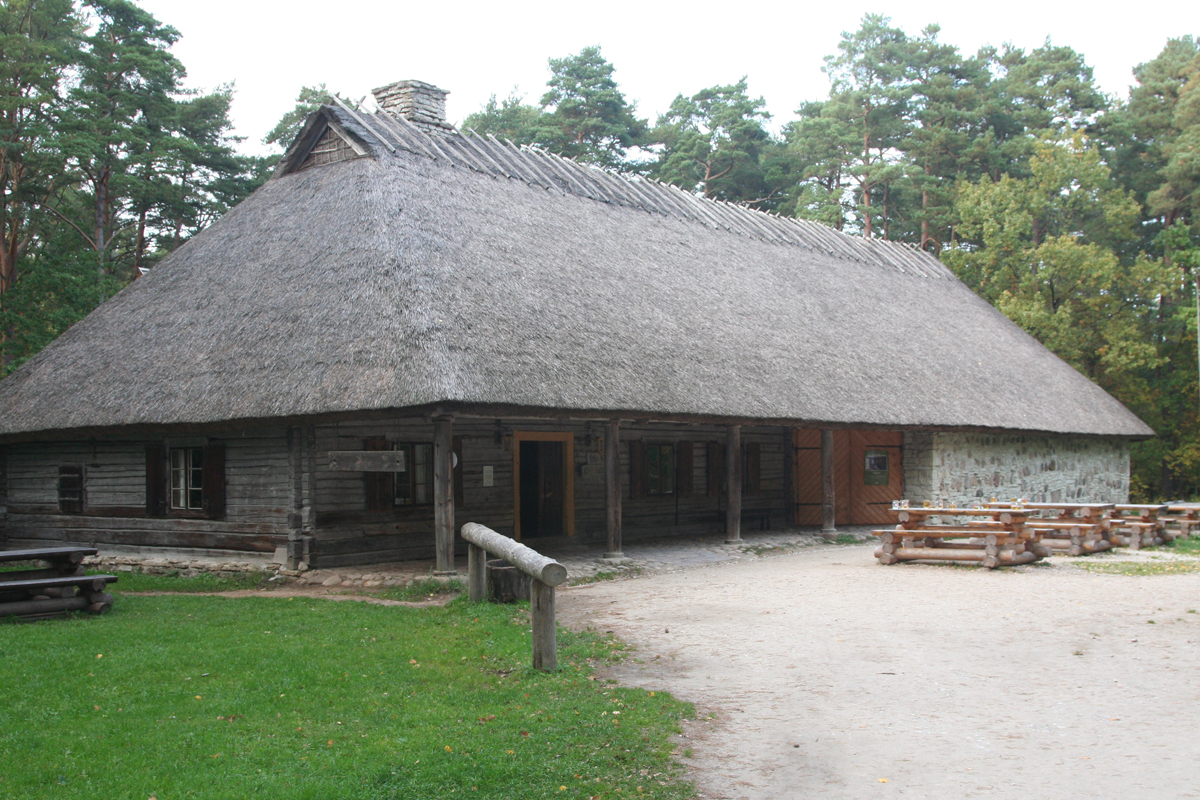
Kolu tavern
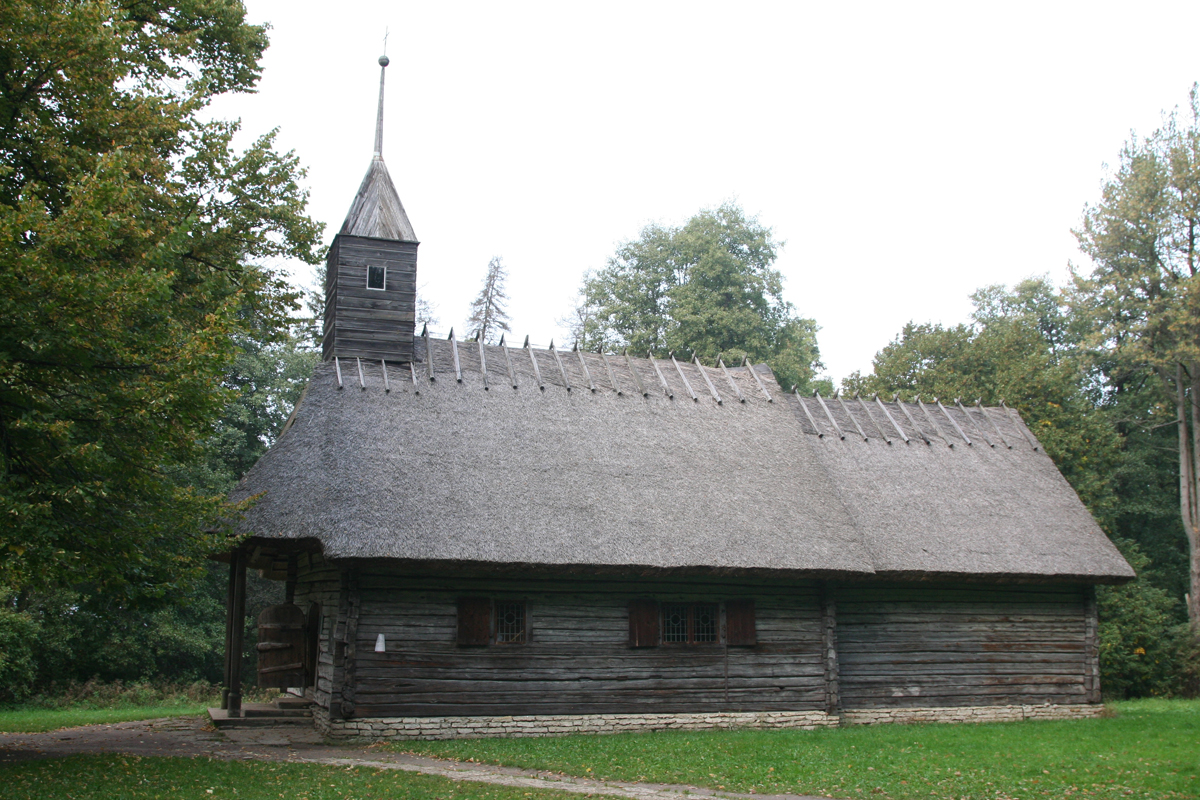
Sutlepa chapel
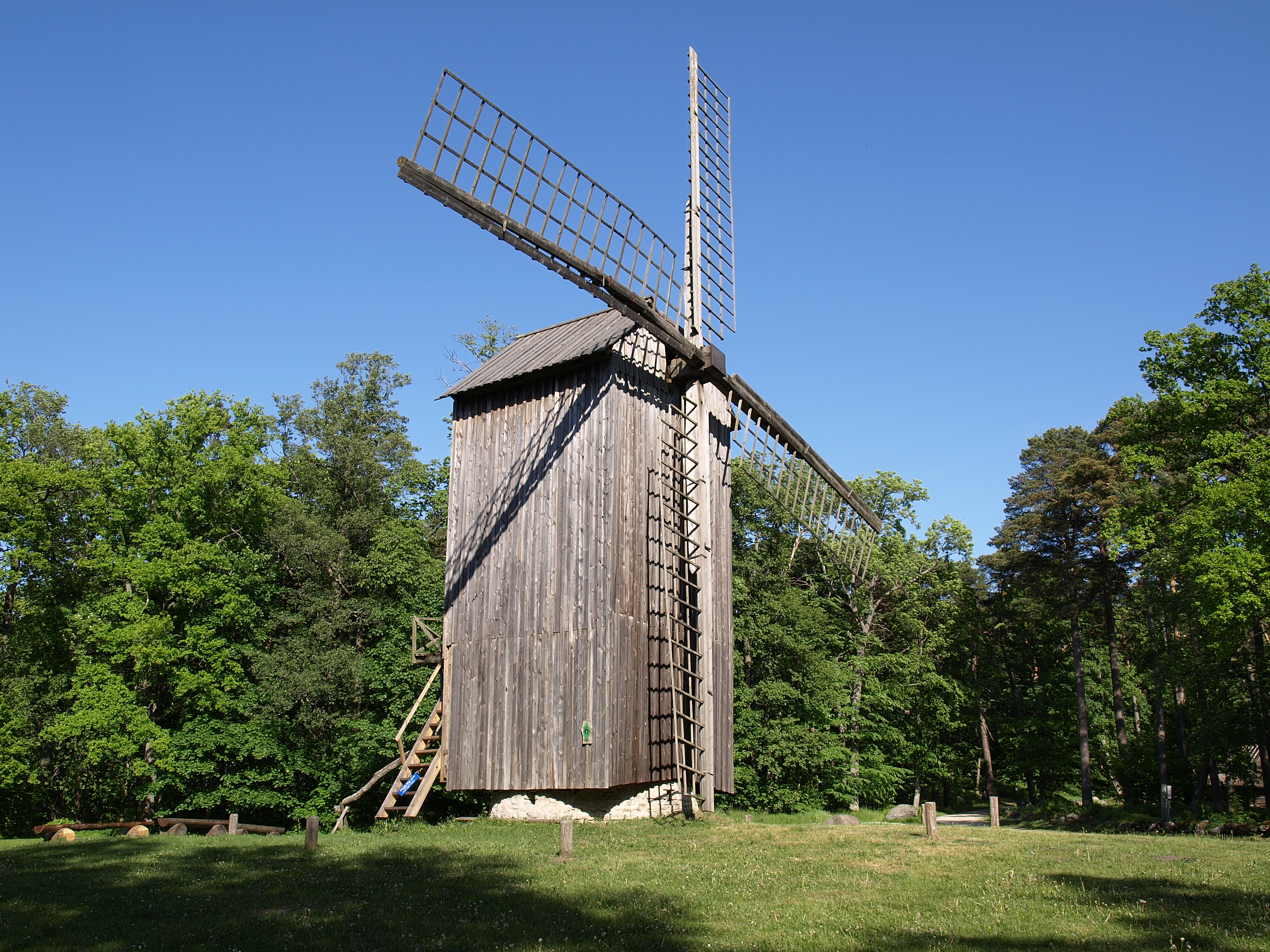
Ülendi windmill
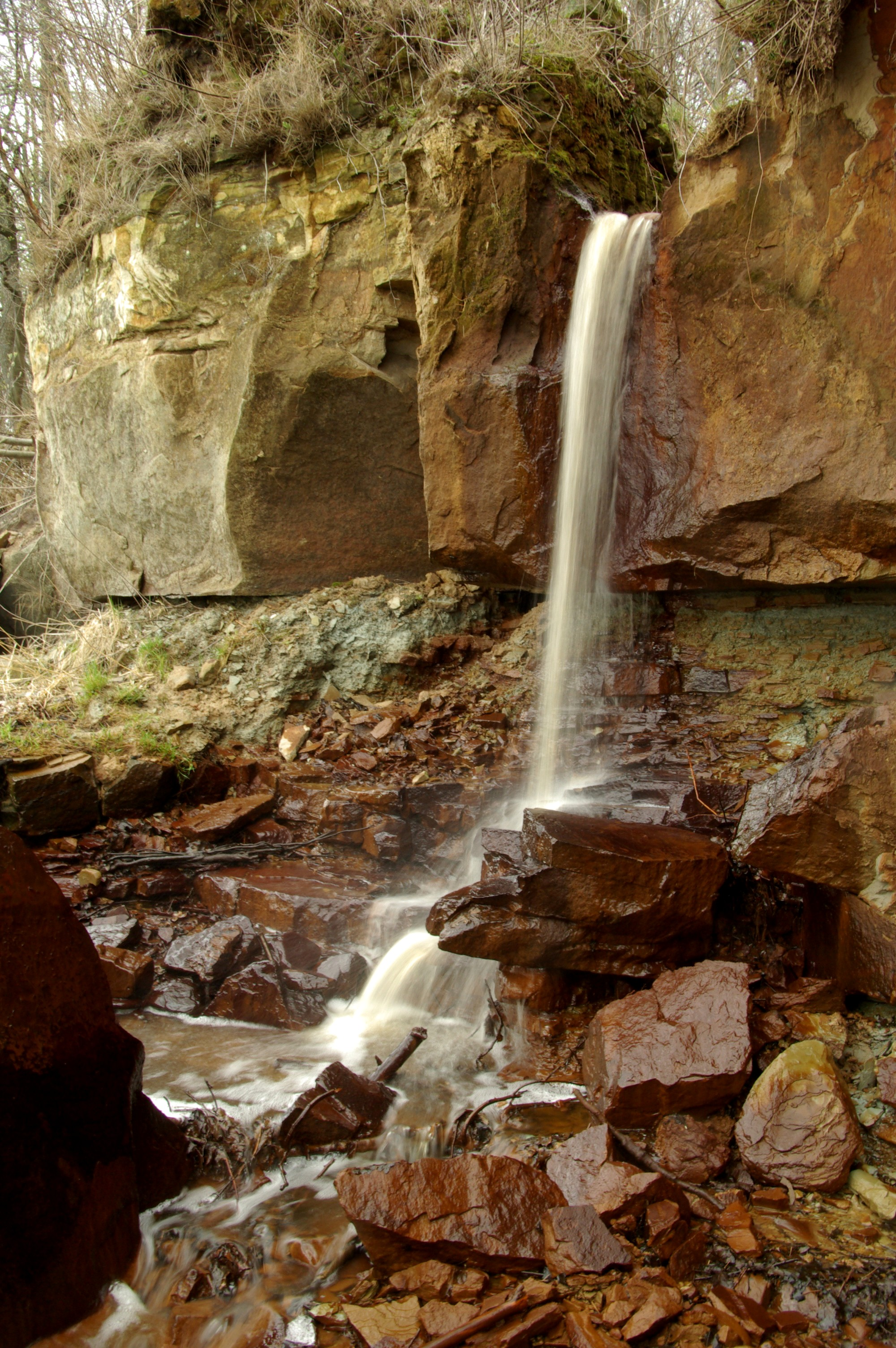
Roca al Mare waterfall